# Oxytropis kokrinensis
Oxytropis kokrinensis är en ärtväxtart som beskrevs av Alf Erling Porsild. Oxytropis kokrinensis ingår i släktet klovedlar, och familjen ärtväxter. Inga underarter finns listade i Catalogue of Life.